# Simultangedicht
Simultangedicht bezeichnet eine vom Dadaismus gebrauchte Dichtungsweise. Es entwickelte sich als Großstadtlyrik in der Zeit des Expressionismus. Ein Simultangedicht besteht aus mehreren Stimmen (Texten), die gleichzeitig (von mehreren Personen) vorgetragen werden. Als Erfinder dieser Dichtungsweise gilt Tristan Tzara, der im März 1916 das erste Simultangedicht im Cabaret Voltaire zusammen mit Richard Huelsenbeck und Marcel Janco vortrug. Dabei rezitierten sie drei unterschiedliche Texte in drei verschiedenen Sprachen. Hugo Ball notierte den Auftritt der drei Dadaisten in seinem Tagebuch:
„Huelsenbeck, Tzara und Janco traten mit einem ‚Poème simultan‘ auf. Das ist ein kontrapunktisches Rezitativ, in dem drei oder mehrere Stimmen gleichzeitig sprechen, singen, pfeifen oder dergleichen, so zwar, daß ihre Begegnungen den elegischen, lustigen oder bizarren Gehalt der Sache ausmachen. Der Eigensinn eines Organons kommt in solchem Simultangedichte drastisch zum Ausdruck, und ebenso seine Bedingtheit durch die Begleitung. Die Geräusche (ein minutenlang gezogenes rrrrr, oder Polterstöße oder Sirenengeheul und dergleichen), haben eine der Menschenstimme an Energie überlegene Existenz. Das ‚Poème simultan‘ handelt vom Wert der Stimme. Das menschliche Organ vertritt die Seele, die Individualität in ihrer Irrfahrt zwischen dämonischen Begleitern. Die Geräusche stellen den Hintergrund dar; das Unartikulierte, Fatale, Bestimmende. Das Gedicht will die Verschlungenheit des Menschen in den mechanistischen Prozeß verdeutlichen. In typischer Verkürzung zeigt es den Widerstreit der vox humana mit einer sie bedrohenden, verstrickenden und zerstörenden Welt, deren Takt und Geräuschablauf unentrinnbar sind“.